# Cadillac
Cadillac è un marchio di auto di lusso appartenente al gruppo General Motors. Produce auto principalmente vendute all'interno del mercato statunitense.

## Storia del marchio

### Gli albori
La Cadillac, fabbrica statunitense di automobili, venne fondata a Detroit il 22 agosto 1902 e deve il suo nome ad Antoine Laumet de La Mothe, Signore di Cadillac, l'esploratore e militare francese che nel 1701 fondò Ville d'Etroit, la futura città di Detroit. L'azienda ha festeggiato nel 2002 i primi 100 anni di attività. Pochi anni dopo la fondazione, nel 1908, entrò a far parte del gruppo General Motors. Si tratta di un marchio importante nella storia dell'automobile per aver introdotto per la prima volta delle innovazioni mai viste prima, per esempio il primo Model A prodotto già dal 1903, era dotato di illuminazione elettrica e adottava un motore monocilindrico da 10 cv.

### Le innovazioni tecniche
Nei primi anni del '900, in Gran Bretagna, venne istituito il Dewar Trophy, un premio che sarebbe giunto alle case automobilistiche che avessero promosso le innovazioni e avessero portato a termine nuovi metodi di costruzione in campo automobilistico. La Cadillac riuscì ad aggiudicarselo grazie al nuovo metodo della "standardizzazione" che consisteva nel produrre i pezzi in serie e renderli così intercambiabili. Come prova vennero spedite tre Model A in Inghilterra e vennero fatte correre per alcuni chilometri sul tracciato di Brooklands, in seguito vennero smontate e i pezzi vennero scambiati in modo che quelli di una funzionassero nell'altra e viceversa. Vennero rimontate e percorsero altri chilometri e il nuovo metodo di costruzione venne confermato. Agli inizi del secolo infatti, la costruzione di vetture era qualcosa di poco più che artigianale ed i pezzi e componenti venivano "rettificati" in modo da assomigliare il più possibile agli altri, quindi un componente meccanico come un pistone non poteva essere montato in un altro veicolo, senza le opportune modifiche e gli aggiustamenti. Il modello La Salle fu il primo dei modelli ad essere prodotto in serie, disegnato dallo stilista di maggior spicco, Harley Earl che poco dopo divenne anche capo progettista.

### Stile e sviluppo della tecnica

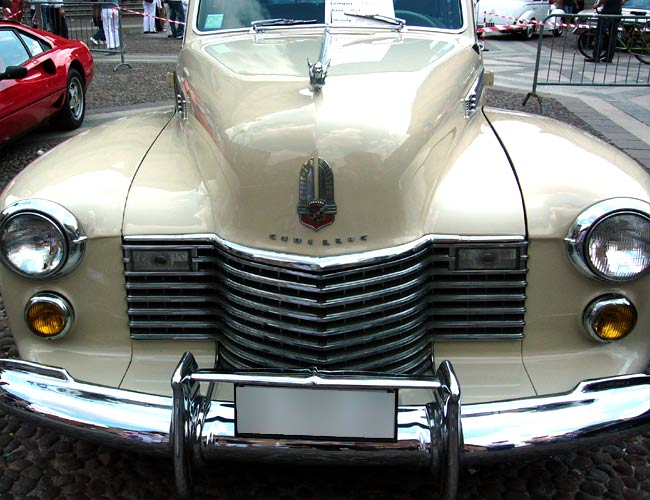
Una Cadillac Sedan del 1941

La casa vincerà anche un secondo Dewar Trophy per il sistema di avviamento elettrico del motore nel 1912. La Cadillac, fu il primo costruttore di automobili a costruire per la prima volta in serie i motori V8, già dal 1915, le innovazioni dei modelli e i nuovi metodi di costruzione ideati dalla più importante casa automobilistica della GM hanno segnato l'epoca, come la Type 53 del 1915. Nel 1957 vennero adottate, per i modelli Brougham, le sospensioni a regolazione automatica, controllate da un complesso sistema elettronico (considerabile fantascienza per l'Europa di quegli anni). Ma le innovazioni continuarono anche negli anni successivi: nel 1964 venne adottato un sensore di luce che spegneva automaticamente i fari a seconda delle condizioni di luce. Nel 1970 la Cadillac Eldorado fu l'auto che adottò il motore più grande mai montato su una vettura: un V8 da 8200 cm³. Nel 1972 sono già disponibili le cinture di sicurezza e nel 1978 viene utilizzato per la prima volta il computer di bordo nella Seville (basato su un Motorola 6800), che nel 1998 avrà anche i sedili adattabili alla forma del corpo (prima vettura al mondo con questa caratteristica). Nel 1999 venne adottato il primo sistema di visione notturna che permetteva di vedere al buio attraverso l'utilizzo di una telecamera con la quale il guidatore poteva vedere dall'interno del veicolo le fonti di calore esterne. Nel 2000 venne perfezionato il sistema di regolazione degli ammortizzatori, definito, successivamente, una delle più grandi invenzioni di sempre, chiamato Magnetic Ride Control. Cadillac fu anche tra i primi marchi al mondo ad offrire l'aria condizionata, i finestrini elettro-idraulici, le chiusure centralizzate, i sedili regolabili elettricamente in memory e, insieme con altri marchi di GM, la maggior parte di tutto l'equipaggiamento che oggi caratterizza le vetture di segmento superiore.

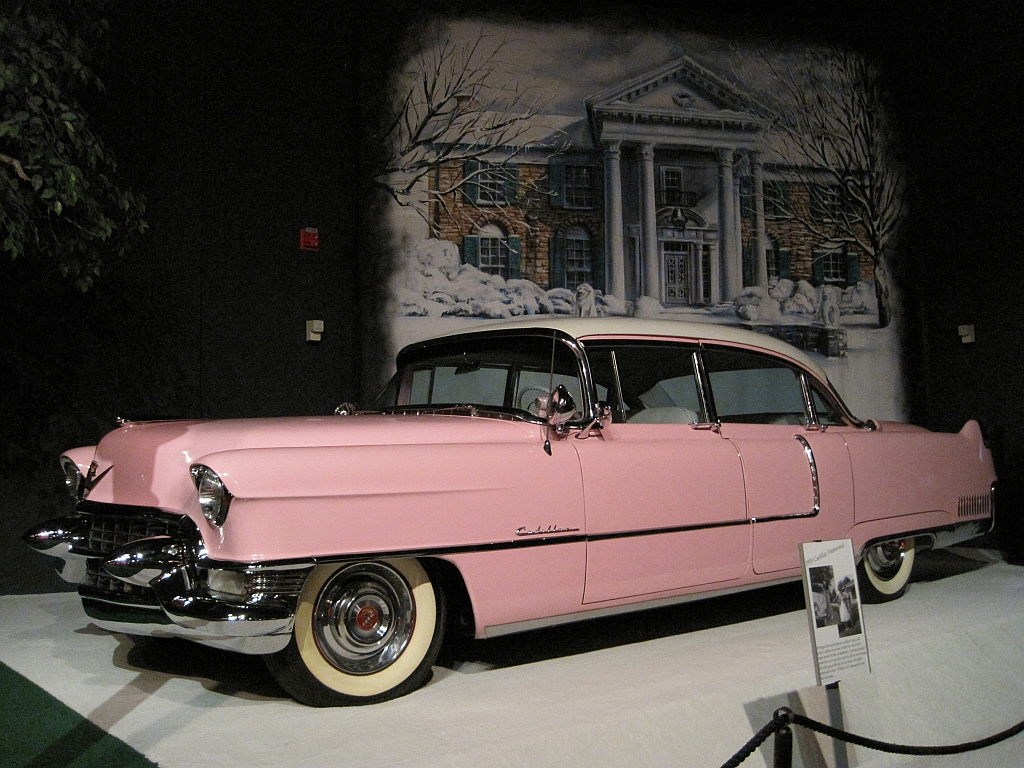
Cadillac De Ville Fleetwood 60 Special, nota come Pink Cadillac. Fu acquistata da Elvis Presley nel 1955

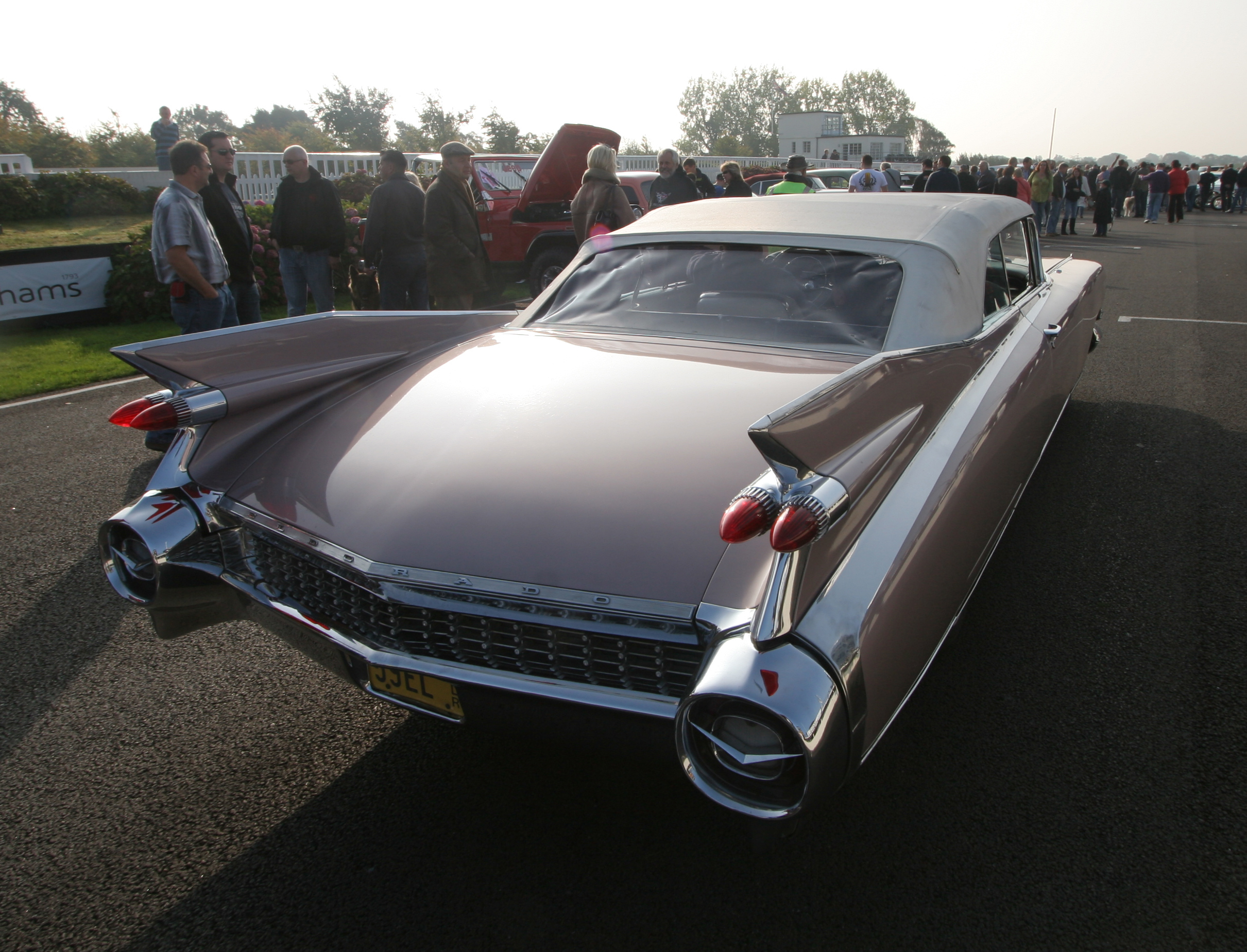
Una vista posteriore della Cadillac 1959. In evidenzia le sue enormi pinne

Lo stile delle auto dall'inizio degli anni quaranta era palesemente rivolto verso il futuro come possono testimoniare le calandre, i paraurti, e le famose "pinne" (fins, in inglese) che da allora iniziarono ad adornare la parte posteriore delle carrozzerie e che spesso, ma non sempre, incorporavano anche i gruppi ottici. Tali componenti iniziarono a identificare l'auto con delle forme chiaramente ispirate a un disegno di netta derivazione aeronautica, in ossequio alle concezioni stilistiche di Harley Earl. I primi modelli che adottarono questo stile singolare furono le Cadillac Sixty, Sixtyone etc. della serie 1941 attraverso i gruppi ottici posteriori montati superiormente sui parafanghi (dal destro, sollevabile, addirittura si accedeva al tappo della benzina) che mostravano appendice ed alette chiaramente di ispirazione "aeronautica" e per circa un ventennio le ridondanti guarnizioni cromate e le "pinne" caratterizzarono lo stile del marchio. Inizialmente le loro dimensioni erano modeste, ma col passare degli anni, e nel corso dell'avvicendarsi dei vari modelli, esse aumentarono progressivamente, di pari passo con l'uso sempre più esteso di particolari cromati, toccando il loro culmine verso la fine degli anni 50. Massimo esempio di questa concezione stilistica fu la Eldorado del 1959, che era dotata di pinne alte ben 97 cm. A partire dal 1960 le dimensioni di questi orpelli si ridussero progressivamente di anno in anno, sino a scomparire quasi del tutto negli anni '70. È comunque innegabile il fatto che le Cadillac prodotte nella seconda metà degli anni '50, a causa dei loro eccessi stilistici, siano diventate col tempo il vero e proprio simbolo di un'epoca.

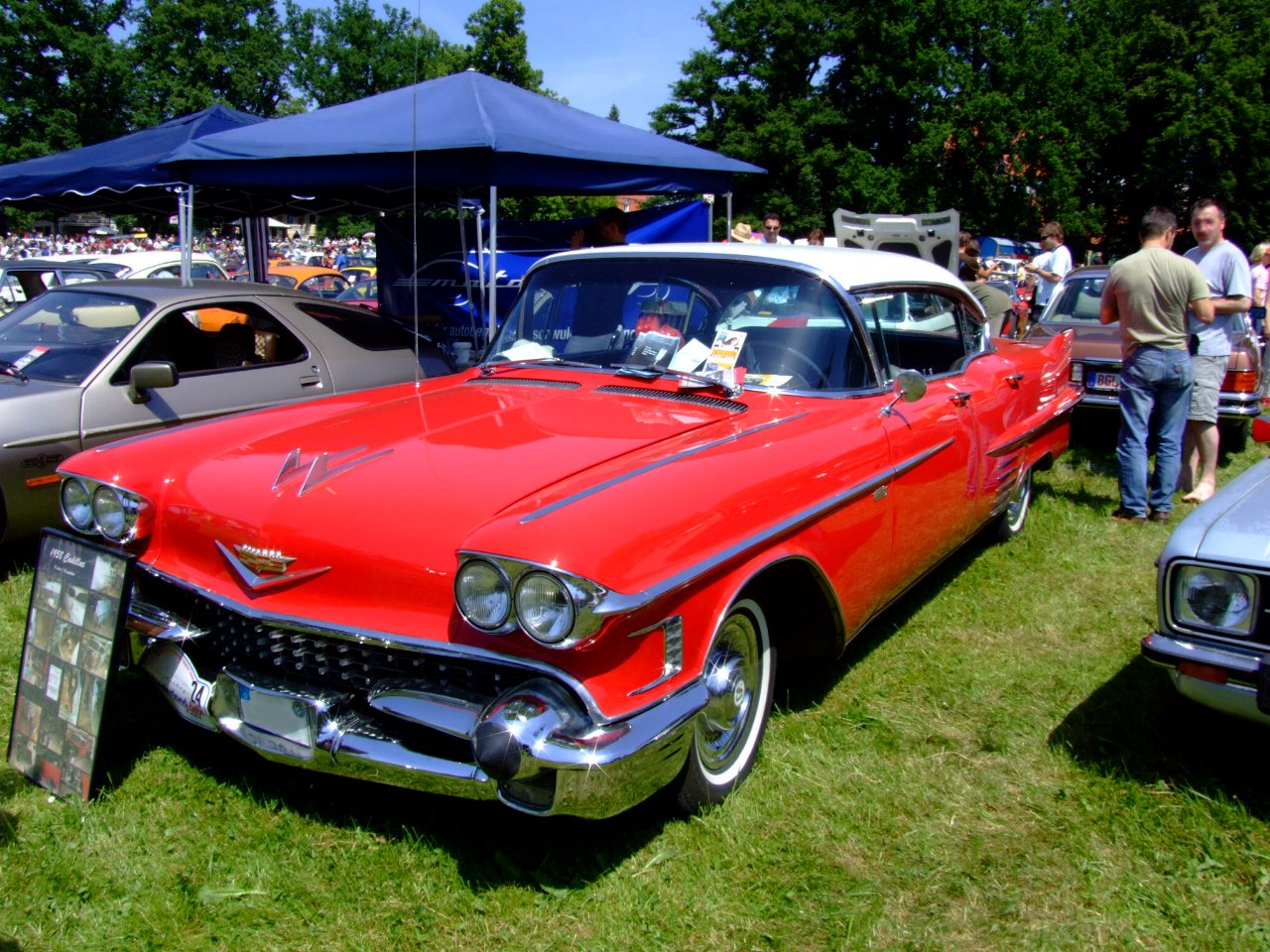
Cadillac Sedan De Ville 1958

### La Eldorado
Nel 1953 entrava in produzione la prima Eldorado, all'epoca considerata la massima espressione del lusso, ovvero un'ambita Personal Luxury Car, nonché forse il modello più emblematico della casa automobilistica americana. Anche il prezzo era altrettanto esclusivo, poiché superava i 7.000 dollari, una cifra considerevole per l'epoca e paragonabile soltanto a quella di una Rolls-Royce. La prima Eldorado divenne presto emblema del lusso americano e un sogno realizzabile per pochi eletti. Venduta in pochissimi esemplari, circa quattrocento, la prima versione della Eldorado adottava un cambio automatico già montato in alcuni precedenti modelli Cadillac del 1941 in opzione al manuale, che però disponeva di marce con sincronizzatori. Molte altre erano le funzioni avveniristiche per l'epoca che distinguevano la Eldorado, come i sedili elettrici e regolabili in sei diverse posizioni, nonché i finestrini anteriori e posteriori apribili elettricamente, e un impianto di climatizzazione con temperatura regolabile separatamente per i due lati dell'abitacolo che serviva anche la zona posteriore. Per la versione decappottabile, il tetto in metallo si ripiegava in pochi secondi nel bagagliaio grazie a un sistema elettrico, senza lasciare elementi a vista, al contrario delle altre vetture decappottabili dell'epoca, dove la capote doveva essere tolta manualmente e abbottonata dietro.

### La Eldorado Brougham
Brougham rappresentava il segmento extra-lusso della Cadillac da cui nacque la famosa Eldorado Brougham del 1957 "Silver Hardtop" , oggi ricercata dai collezionisti per la sua difficile reperibilità. Nonostante il prezzo di oltre 11000 dollari, pare che la casa perdesse dei soldi per ogni esemplare venduto. Il nuovo modello di Brougham del 59-60 era molto meno raffinato del precedente e fu così abbandonato. Dopo la prima metà degli anni '70 vi fu l'inizio di un lento declino della qualità costruttiva che arriverà a pesare nella sfida con le più evolute concorrenti europee, anche se la qualità delle Cadillac rimase, tuttavia, elevata e rimane anche oggi nota per le sue auto di lusso, e per aver fornito tantissima tecnologia e le raffinatissime cabriolet e limousine degli anni cinquanta. Cadillac, rispetto all'intera produzione automobilistica del mondo, era identificata con il motto dell'epoca: An american standard for the world ("Uno standard americano per il mondo").

## Competizioni Sportive
Dopo un iniziale annuncio che avrebbe visto l'ingresso del marchio General Motors come undicesimo team ufficiale, il 7 marzo 2025 viene ufficializzato l'ingresso del team Cadillac in Formula 1 a partire dalla stagione 2026.

## Gamma europea attuale
- Cadillac Escalade

## Gamma globale attuale
- Cadillac CT4
- Cadillac CT5
- Cadillac CT6 (solo in Cina)
- Cadillac XT4 (solo in Cina)
- Cadillac XT5 (solo in Cina)
- Cadillac XT6 (solo in Cina)
- Cadillac Escalade
- Cadillac Escalade IQ
- Cadillac Lyriq
- Cadillac Optiq
- Cadillac Vistiq